# Petrocosmea martinii
Petrocosmea martinii là một loài thực vật có hoa trong họ Tai voi. Loài này được (H. Lév.) H. Lév. miêu tả khoa học đầu tiên năm 1911.